# Sigurd Lewerentz
Sigurd Lewerentz (Ådalen, 29 de julio de 1885 - Lund, 29 de diciembre de 1975) fue un arquitecto y diseñador de mobiliario sueco .

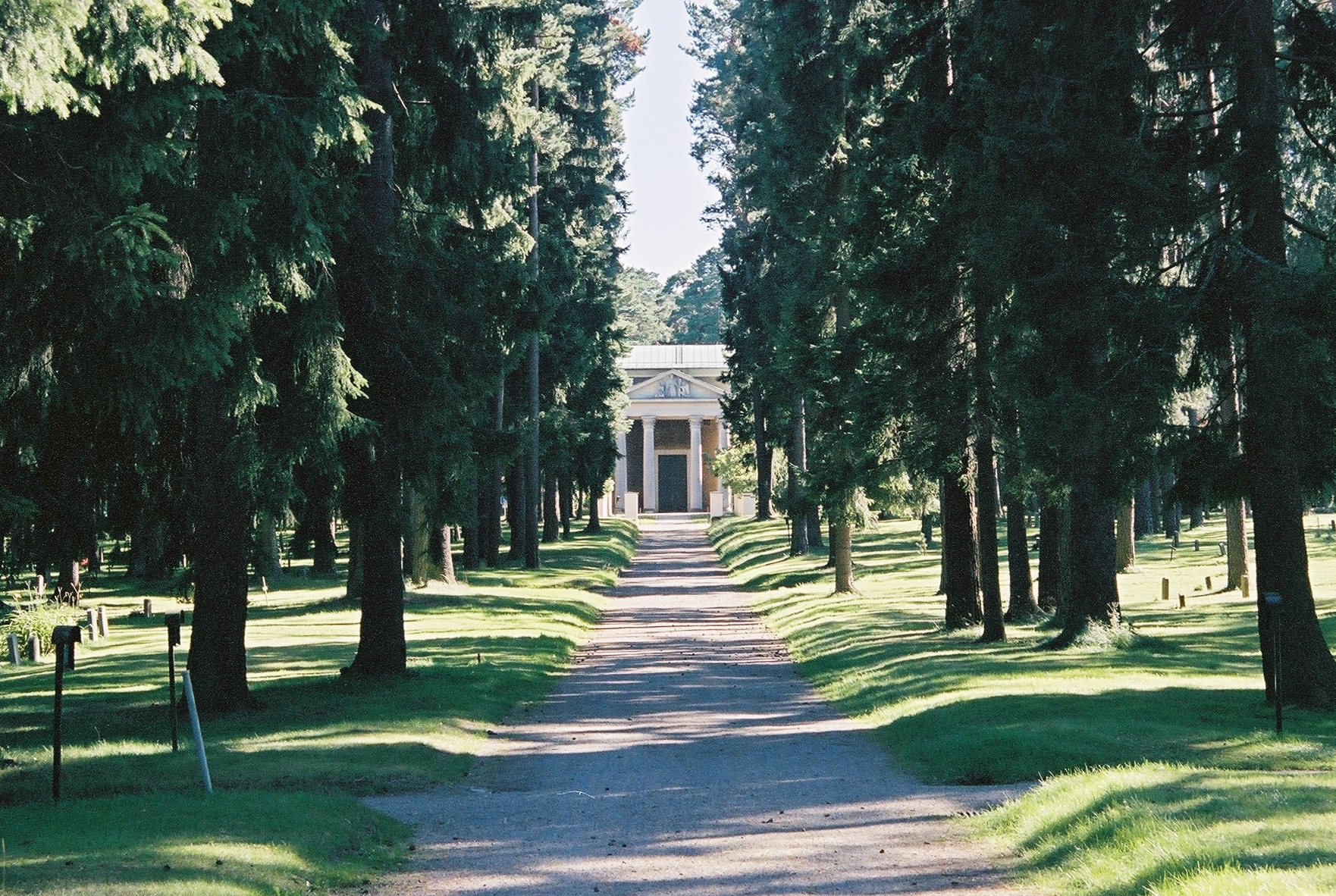
Capilla de la Resurrección.

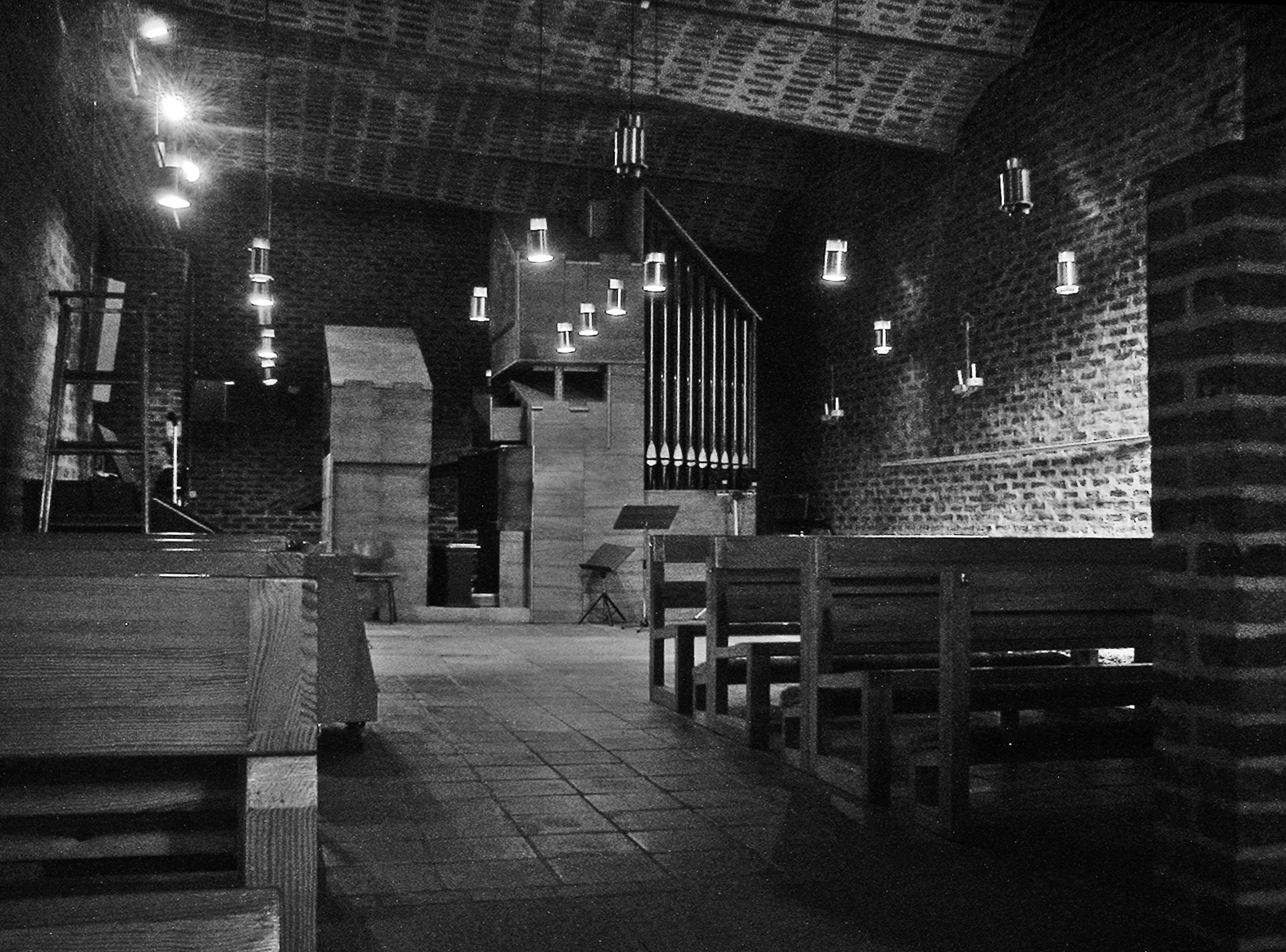
Interior de la Iglesia de San Marcos.

## Biografía
Nació el 29 de julio de 1885. En 1903 fue admitido en el Instituto Técnico Chalmers, en el departamento de ingeniería mecánica, pero tras un tiempo se trasladó al departamento de arquitectura. Se licenció en 1908 y durante un tiempo se trasladó a Alemania donde trabajó durante un tiempo para Theodor Fischer y Richard Riemerschmid. En 1910 se inscribió en la Escuela de Arquitectura de la Academia de Arte en Estocolmo. Contrajo matrimonio con Edith Engblad el 12 de abril de 1911 y ese mismo año creó su propio estudio de arquitectura junto con Torsten Stubelius. En 1914 fue nombrado miembro de la Sociedad Sueca de Artes Decorativas. En 1915 consiguió, en colaboración con Erik Gunnar Asplund, el primer premio del concurso internacional para el nuevo cementerio de Enskede, Cementerio del Bosque (Skogskyrkogården). En 1933 ganó el primer premio en el concurso público para el nuevo edificio del teatro de Malmö, pero no se llegó a realizar. Dos años más tarde, consiguió de nuevo el primer premio en la segunda vuelta del concurso, que realizó junto al ganador del segundo premio.
Proyectó otros muchos cementerios, capillas y crematorios a lo largo de su carrera.

## Galardones
- Medalla Prinz Eugen el 5 de noviembre de 1950.
- Cubo de honor de la Sociedad Sueca de Arquitectos (1961).
- Medalla Tessin por la Real Academia de las Artes Libres de Estocolmo (1962).